# 柴小屋康行
柴小屋 康行（しばこや やすゆき、1985年5月22日 - ）は、日本の元男子バレーボール選手。
元プロサッカー選手の柴小屋雄一は兄。

## 来歴
宮城県仙台市出身。宮城県仙台第二高等学校から早稲田大学へ進学し、2007年ユニバーシアードに出場。大学在学中にNECブルーロケッツの内定選手となり、卒業後の2008年4月に入団。5月の黒鷲旗大会でデビューを飾った。2008年度全日本代表登録メンバーに選出された。
2009年、NECの無期限活動停止に伴い、同年8月にサントリーサンバーズに移籍した。
2015年3月、現役引退が発表された。

## 球歴
- 全日本代表 - 2008年、2013年

## 所属チーム
- 宮城県仙台第二高等学校
- 早稲田大学
- NECブルーロケッツ（2008-2009年）
- サントリーサンバーズ（2009-2015年）